# 爱甲石田站
爱甲石田站（日语：／ Aikō-ishida eki */?）是一個位於神奈川縣厚木市愛甲一丁目（一部分橫跨伊勢原市石田），屬於小田急電鐵小田原線的鐵路車站。車站編號是OH 35。

## 概要
1980年代起，厚木市、伊勢原市臥城化，人口開始增加，在西部森之里開發等帶動下，車站周邊開始發展。

## 歷史

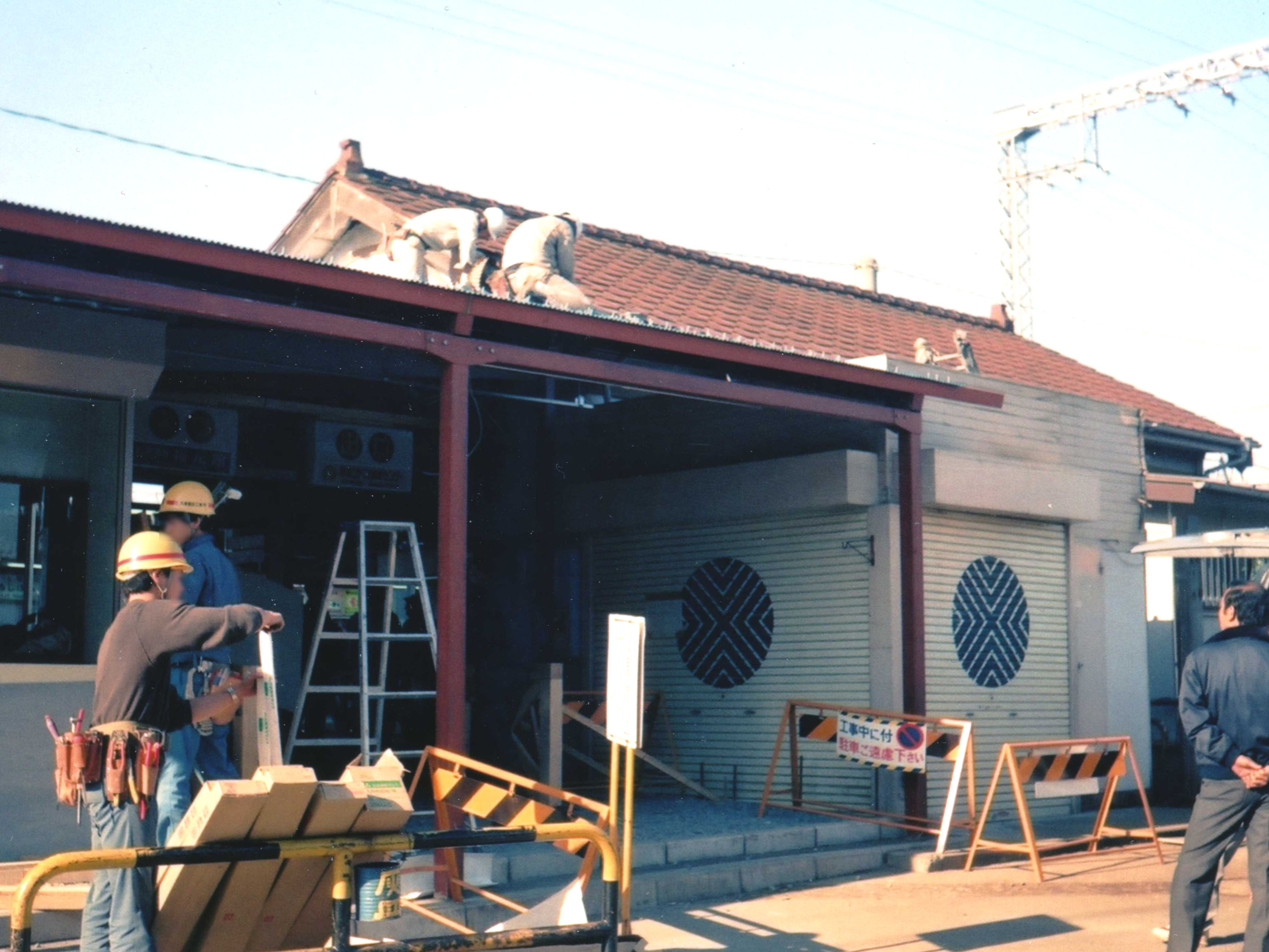
1986年左右的愛甲石田站。跨站式站房工程前的樣貌。

小田原線開通時，車站預定地是在現在所在地往伊勢原側1公里左右的中郡成瀨村高森（現在伊勢原市高森）。但在地主反對下，往現址西側的成瀨村石田移動。在愛甲郡南毛利村（現在厚木市愛甲）吸引下，再往東側移動，但石田方對此表達不滿。因此，車站最後選擇在南毛利村與成瀨村交界設站，站名以南毛利村愛甲與成瀨村石田命名。
- 1927年（昭和2年）4月1日 - 開業。
- 1946年（昭和21年）10月1日 - 新增準急班次，為其停靠站。
- 1972年（昭和47年）12月18日 - 新增急行班次，為其停靠站。
- 1987年（昭和62年）
  - 10月6日 - 北口巴士總站啟用。
  - 12月24日 - 跨站式站房與南北自由通道啟用。
- 2004年（平成16年）12月11日 - 新增快速急行、區間準急班次，為其停靠站。
- 2011年（平成23年）2月 - 站內大廳、月台設置列車資訊顯示器。
- 2012年（平成24年）3月17日 - 新增區間準急班次，為其停靠站。
- 2012年（平成24年）8月 - 各月台增設屋頂。
- 2014年（平成26年）3月 - 為區間準急停靠站。
- 2016年（平成28年）3月26日 - 改點，區間準急取消停靠本站。

## 車站結構
對向式月台2面2線的地面車站，並設有跨站式站房。

### 車站變遷
改建前的舊地面站房時代，約3分之1左右位在伊勢原市石田，跨站式站房完成後僅有部分車站用地屬於該市，車站設施集中在厚木市愛甲側。在月台延長工程後，部分車站設施跨越至石田側。
因車站位於市界，厚木市與伊勢原市的電話號碼不同（厚木市為046-2xx，伊勢原為0463），因此站內設有兩方的電話機。
月台從海側（東側）起為1號線。

#### 月台配置
| 月台 | 路線     | 方向 | 目的地                       |
| ---- | -------- | ---- | ---------------------------- |
| 1    | 小田原線 | 下行 | 小田原、箱根湯本方向         |
| 2    | 小田原線 | 上行 | 相模大野、新宿、千代田線方向 |

2011年春季，本站與鄰站的伊勢原站設置列車資訊顯示器2012年1月至8月，各月台進行屋頂增設工程。
2017年3月，站名標換成具有LED照明的樣式，同時更新站內的資訊指標，加上韓文與簡體中文。
2017年3月28日，小田急電鐵宣布從2017年夏季開始進行昇降式月台門實驗。9月24日啟用，2018年3月1日結束實驗。

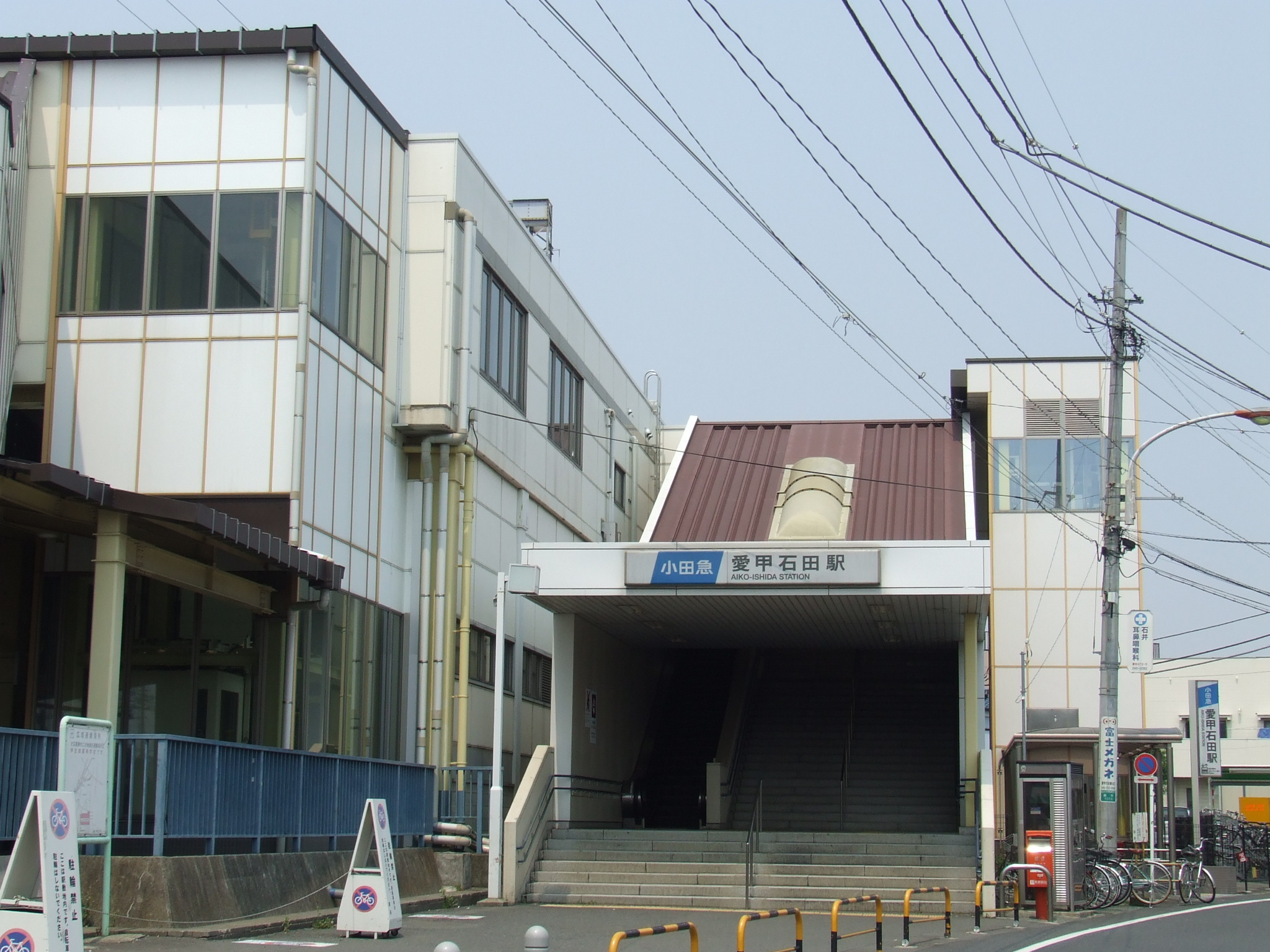
南口（2007年5月24日）
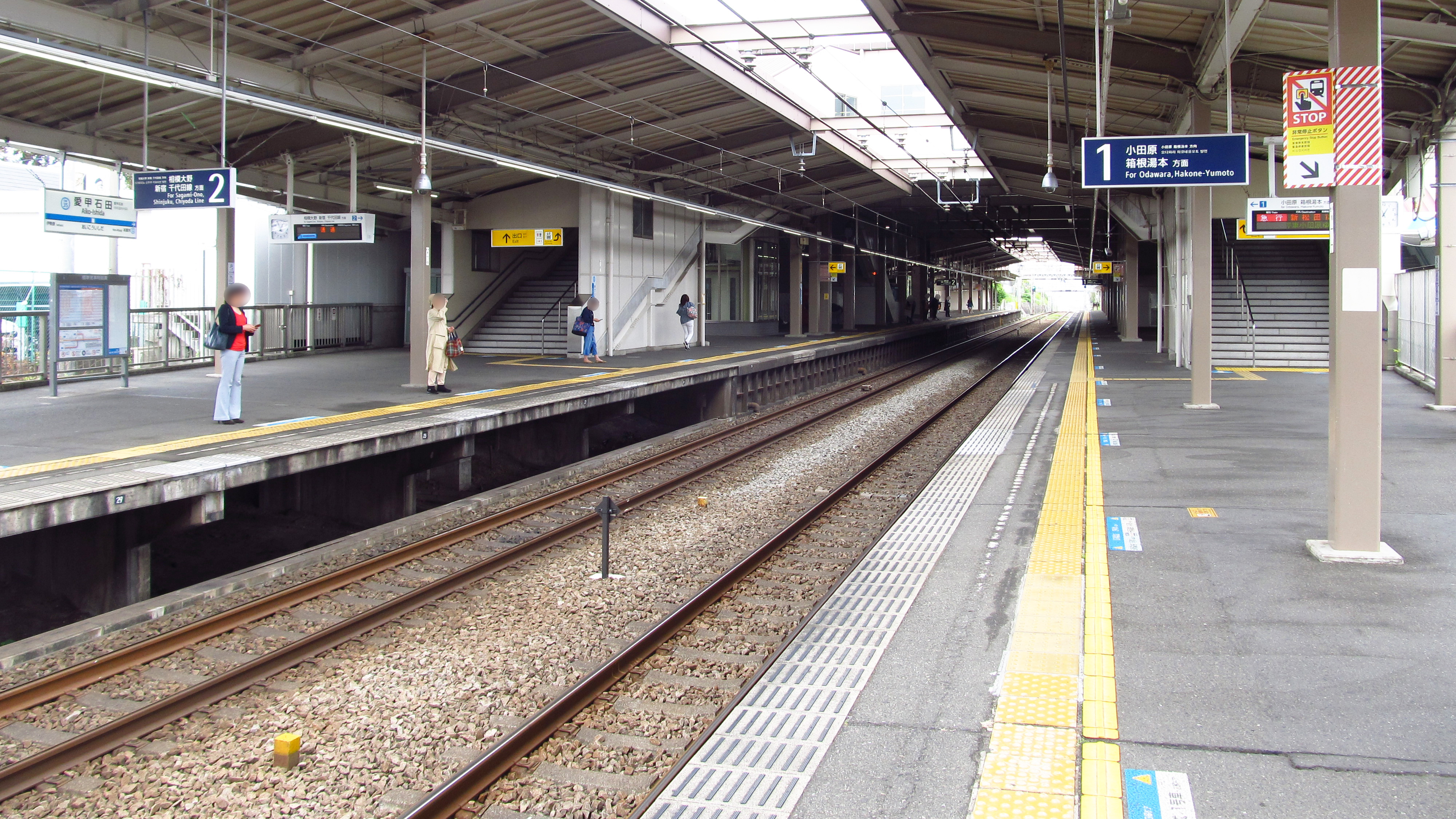
1號與2號月台（2019年4月）
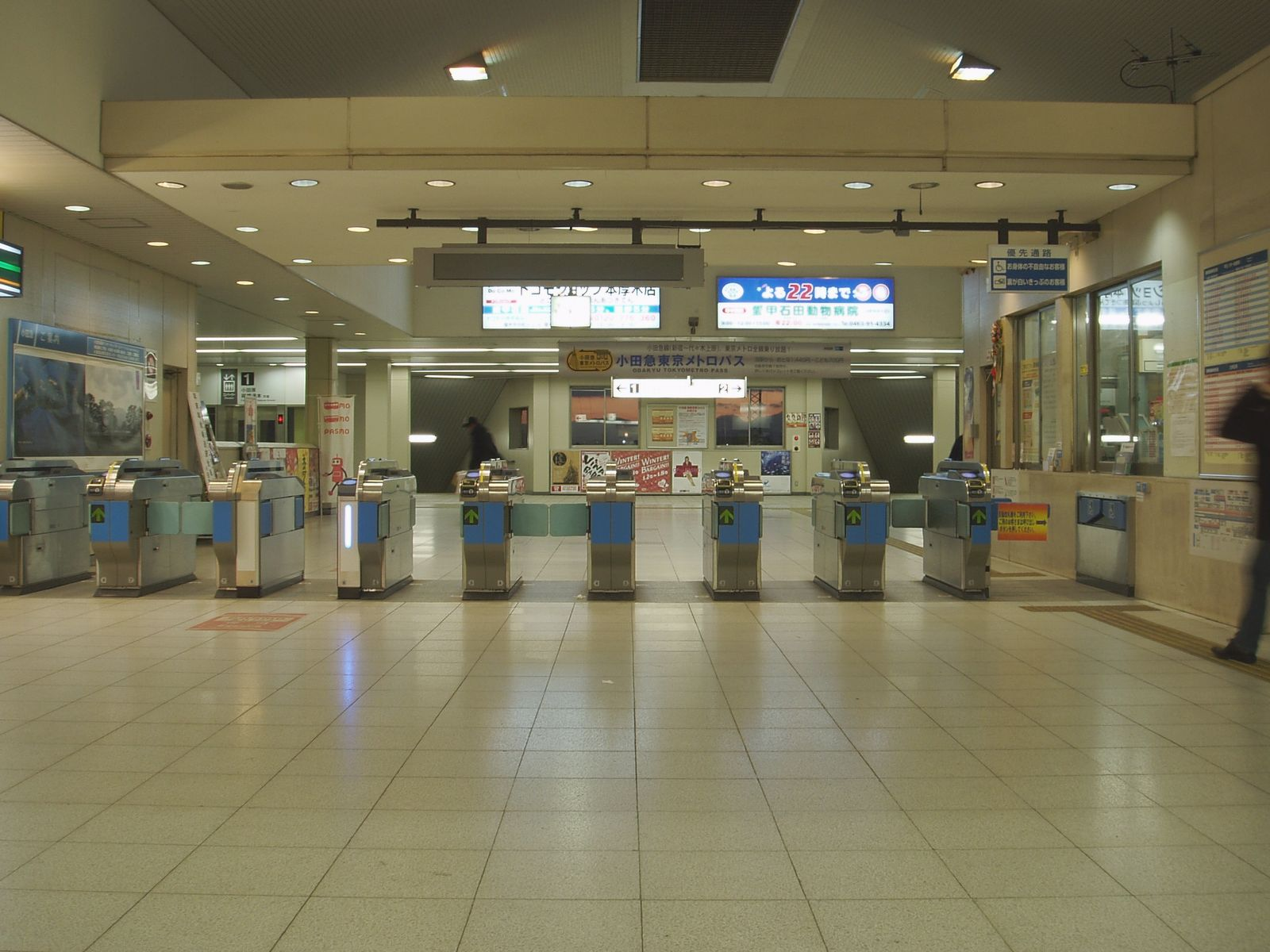
剪票口（2008年1月4日）
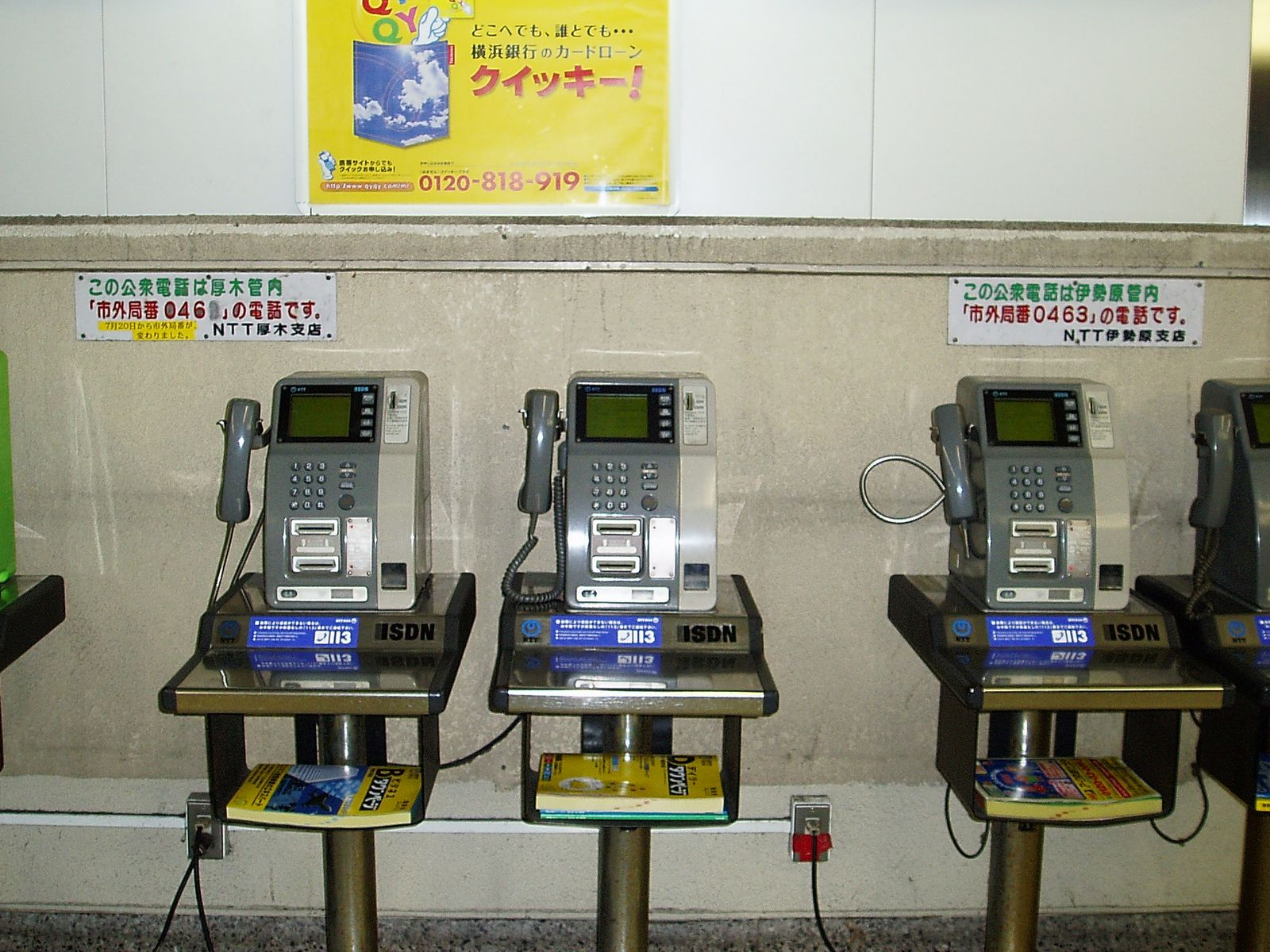
兩市的公共電話（2008年1月4日）
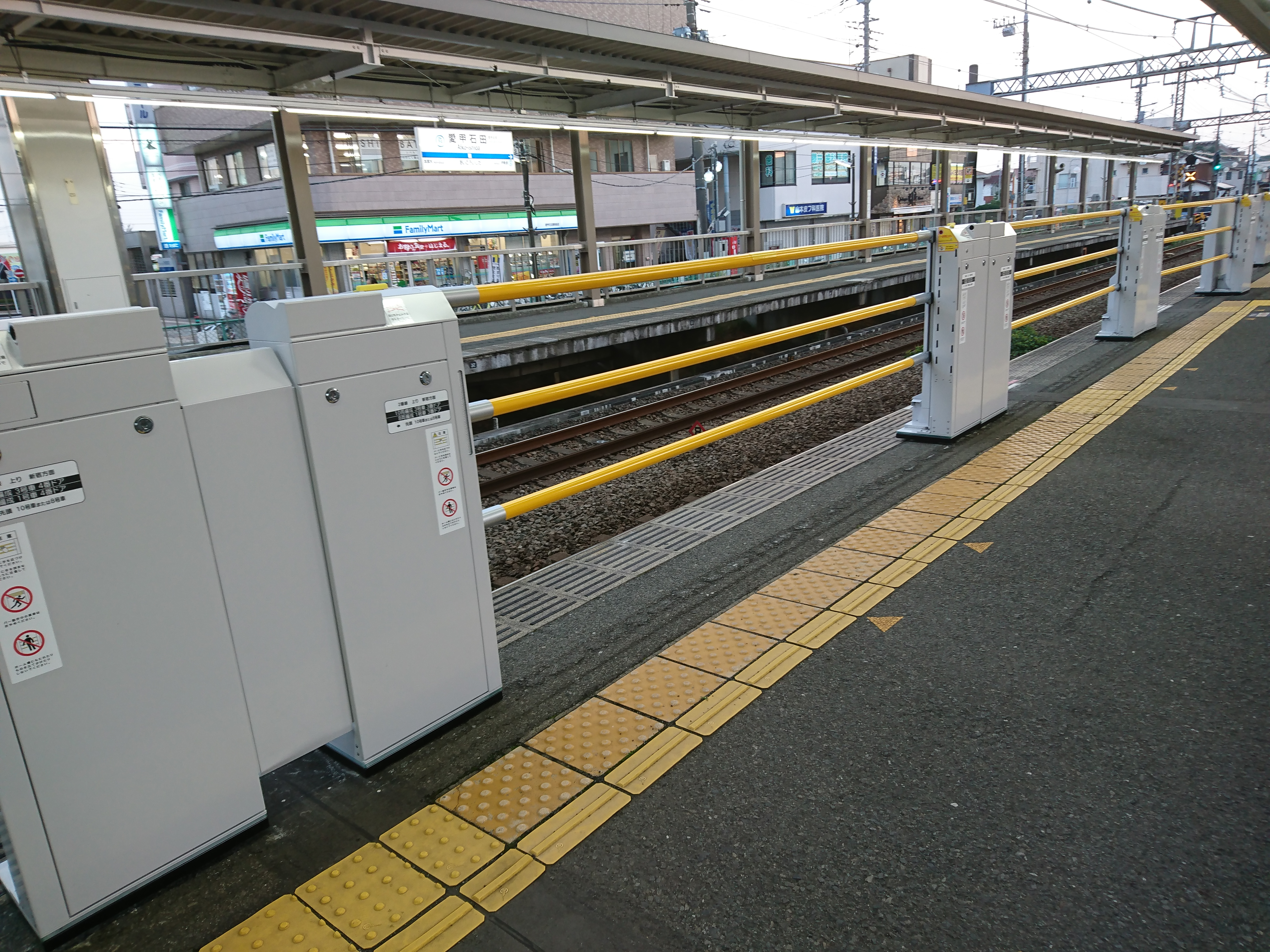
月台門（2017年9月30日）

## 使用情況
2017年度1日平均上下車人次為53,371人，小田急線全70站中排名21位。
近年上下車人次、上車人次變化如下。
| 年度               | 1日平均 上下車人次 | 1日平均 上下車人次 | 來源     |
| ------------------ | ------------------ | ------------------ | -------- |
| 1972年（昭和47年） | 6,879              |                    |          |
| 1982年（昭和57年） | 15,194             |                    |          |
| 1985年（昭和60年） | 22,297             |                    |          |
| 1989年（平成元年） | 39,357             |                    |          |
| 1995年（平成07年） |                    | 24,637             | [ * 1 ]  |
| 1998年（平成10年） | 48,937             | 24,466             | [ * 2 ]  |
| 1999年（平成11年） |                    | 23,598             | [ * 3 ]  |
| 2000年（平成12年） |                    | 23,513             | [ * 3 ]  |
| 2001年（平成13年） | 47,573             | 23,760             | [ * 4 ]  |
| 2002年（平成14年） | 48,443             | 24,201             | [ * 5 ]  |
| 2003年（平成15年） | 44,017             | 22,001             | [ * 6 ]  |
| 2004年（平成16年） | 44,627             | 22,590             | [ * 7 ]  |
| 2005年（平成17年） | 45,686             | 23,084             | [ * 8 ]  |
| 2006年（平成18年） | 46,571             | 23,525             | [ * 9 ]  |
| 2007年（平成19年） | 47,686             | 24,058             | [ * 10 ] |
| 2008年（平成20年） | 49,005             | 24,687             | [ * 11 ] |
| 2009年（平成21年） | 48,291             | 24,275             | [ * 12 ] |
| 2010年（平成22年） | 47,460             | 23,856             | [ * 13 ] |
| 2011年（平成23年） | 47,052             | 23,655             | [ * 14 ] |
| 2012年（平成24年） | 48,666             | 24,487             | [ * 15 ] |
| 2013年（平成25年） | 50,002             | 25,136             | [ * 16 ] |
| 2014年（平成26年） | 49,578             | 24,898             | [ * 17 ] |
| 2015年（平成27年） | 51,341             | 25,775             | [ * 18 ] |
| 2016年（平成28年） | 52,110             | 26,168             | [ * 19 ] |
| 2017年（平成29年） | 53,371             |                    |          |

## 車站周邊
北口側接國道246號，有許多路邊型商店。南口側是純住宅區。

### 北口
- 國道246號
- 厚木市役所愛甲石田站連絡所
- 神奈川縣警察（日语：神奈川県警察）厚木警察署（日语：厚木警察署）愛甲石田站前交番
- 橫濱銀行愛甲石田支店
- TSUTAYA 愛甲石田店
- 天田控股（日语：アマダホールディングス）本社（天田綜合技術研究所，FORUM 246）
- 日產汽車技術中心

### 南口
- 小田原厚木道路（日語：国道271号）
- 愛甲石田站前郵便局
- 中榮信用金庫（日语：中栄信用金庫）愛甲石田支店
- 神奈川縣立伊志田高等學校（日语：神奈川県立伊志田高等学校）
- 神奈川縣立伊勢原養護學校（日语：神奈川県立伊勢原養護学校）
- 學校法人向上學園（自修館中等教育學校（日语：自修館中等教育学校）、向上高等學校（日语：向上高等学校））
- 萬屋（ヨロズヤ）石田店
- 伊勢原市役所石田窗口中新（萬屋石田店2樓）
- 神奈川縣湘南赤十字血液中心

## 巴士路線

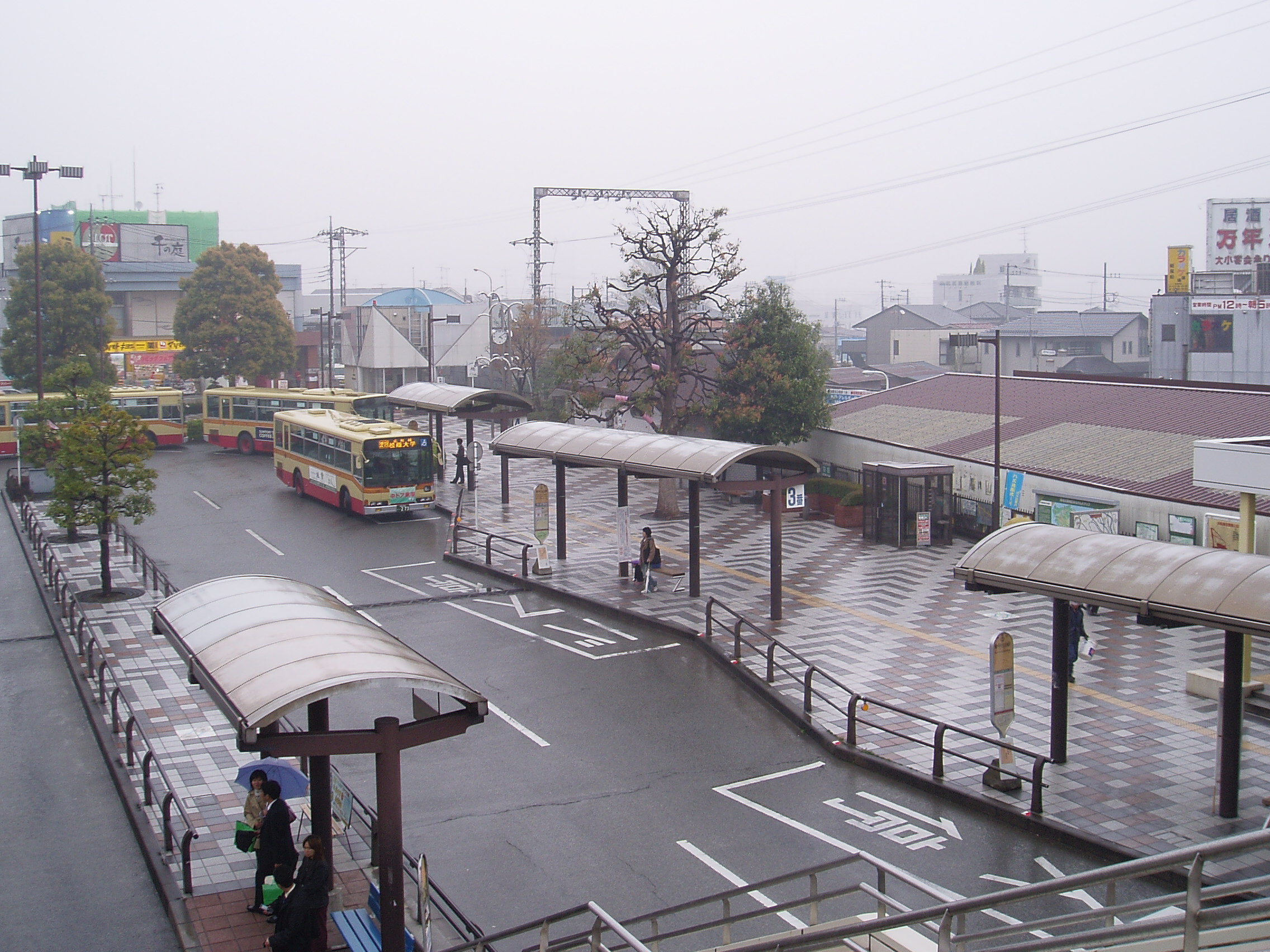
愛甲石田站巴士總站（2006年4月11日）

1980年以前，沒有以本站始發、終停的路線巴士。當時的巴士站有國道246號上的「愛甲石田」與新宿側陸橋下往小田原厚木道路的「車站入口」兩處巴士站。
之後在高森團地等居民的請求下，開始運行愛甲石田～高森團地線。當時的折返場在現在湘和會館的地點。之後國道246號往愛甲原住宅的道路開通，開始運行高森團地～愛甲石田～愛甲原住宅間與伊勢原站～高森團地～愛甲石田～愛甲原住宅。
受到折返場限制，愛甲石田為中途站，在愛甲原住宅至毛利台的道路開通，以及本厚木站附近出發的日產技術中心接駁巴士在本站附近新設折返場等因素，作為取代容易堵塞的本厚木站路線，本站逐漸取得一席之地。
因此，隨著跨站式站房改建工程進行，北口同時建設巴士總站，並於1987年10月6日啟用，同時將「愛甲石田」、「車站入口」巴士站機能整合入巴士總站。
- 1號乘車處
  - 愛02 - 茜台（あかね台）循環；往隅田公園（すみだ公園）（ひ）
  - 伊74 - 經東海大學醫院（日语：東海大学医学部付属病院）往伊勢原站北口
  - 伊76 - 經粕屋往伊勢原站北口
- 2號乘車處
  - 愛20 - 往毛利台團地
  - 平68 - 經原橫內團地往平塚站（ひ）
  - 伊80 - 經原大田往伊勢原站南口
- 3號乘車處
  - 愛11 - 經原愛甲原住宅往七澤醫院
  - 愛15 - 經原愛甲原住宅、森之里中學校前往森之里
  - 愛24 - 經原愛甲原住宅往松蓮寺（あ）
- 4號乘車處
  - 愛16 - 經原愛甲郵便局往森之里
  - 愛17 - 經原上愛甲、日產先進技術開發中心往森之里
  - 愛18 - 經原上愛甲往松蔭大學
  - 愛19 - 經原上愛甲往日產先進技術開發中心
  - 愛21 - 經原上愛甲、松蔭大學往日產先進技術開發中心
- 南口乘車處
  - 愛30 - 東成瀨循環；經原東成瀨、Libertytown伊勢原（リバティタウン伊勢原）往愛甲石田站南口（ひ）
  - 愛31 - 歌川循環 經見附島、歌川產業廣場往愛甲石田站南口

## 相鄰車站
小田急電鐵
 小田原線

■快速急行、■急行、□通勤準急、■準急、■各站停車（通勤準急僅上行、準急僅下行）
本厚木（OH 34）－愛甲石田（OH 35）－伊勢原（OH 36）

## 延伸閱讀
- 《首都圏沿線ガイド1 小田急線各駅停車》（椿書院・1973年）書籍コード:0026-710192-4820
- 《日本の私鉄5 小田急》（保育社・1985年重版）ISBN 4586505303
- 《小田急 車両と駅の60年》（大正出版・吉川文夫編著・1987年6月1日初版）0025-301310-4487

## 外部連結
- 愛甲石田 - 小田急電鐵